# Парк Европы

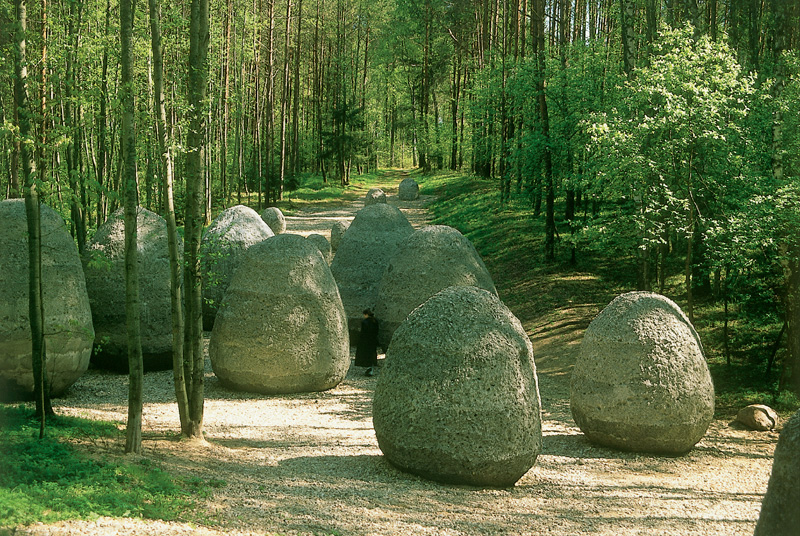
Магдалена Абаканович. Пространство неизведанного роста

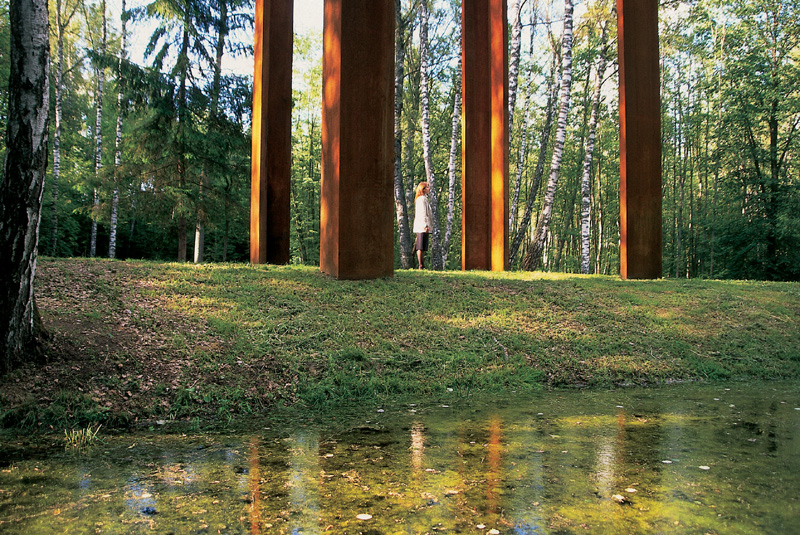
Гинтарас Каросас. Место

Парк Европы (лит. Europos parkas) — музей под открытым небом, расположенный вблизи географического центра Европы в 19 километрах к северу от центра Вильнюса. Музей создан скульптором Гинтарас Каросас в 1991 году, и занимает площадь в 55 га. В парке находится более 100 скульптур, авторами которых являются скульпторы из более чем 32 стран не только Европы, но и мира. Среди них — известные создатели современного искусства — Магдалена Абаканович, Сол Ле Витт и Деннис Оппенхэйм.
После того, как французский географический институт установил, что географический центр Европы расположен недалеко от Вильнюса, Г. Каросас создал монумент центра Европы, отмечая на гранитных плитках расстояния от центра материка до столиц некоторых стран Европы и мира. От центра Европы до Парижа — 1705 км, Лиссабона — 3129 км, а самое большое отмеченное расстояние — до столицы Новой Зеландии — Веллингтона — 17310 км.
В парке Европы организуются различные культурные мероприятия. По территории музея к удобству посетителей проложена 7-ми километровая дорожка, к тому же парк можно объехать на велосипедах. Ежегодно парк посещает более чем 60 000 посетителей (данные 2006 г.)